# Односи Србије и Индонезије
Односи Србије и Индонезије су инострани односи Републике Србије и Републике Индонезије.

## Историја односа

### Односи Југославије и Индонезије
ФНР Југославија је признала ову земљу 1. фебруара 1950. Тито је посетио Индонезију и дочекао нову годину 1959.

## Билатерални односи
Дипломатски односи са Индонезијом су успостављени 1954. године.
Индонезија није признала једнострано проглашење независности Косова. Индонезија је гласала против пријема Косова у УНЕСКО 2015.

### Економски односи
У току 2021. робна размена износила је више од 93 милиона долара (извоз из РС 9,14 а увоз 84,1 милион УСД).
2020. године извоз из Србије у Индонезију је износио 7,3 млн долара а увоз 74,1 млн УСД.
2019. робна размена је износила 70,34 милиона долара од чега је извоз из РС 6,34 милиона долара, а увоз 64 милиона УСД.

### Дипломатски представници

#### У Београду
- Бунтариан, отправник послова, 1955. - 1956.
- др Сударсон, амбасадор, 1956. - 1959.
- Р. А. Асмаун, амбасадор, 1959. - 1964.
- Раден Субијакто, амбасадор, 1964. - 1966.
- Раден Сухади, амбасадор, 1966. - 1968.
- Абдулах Камил, амбасадор, 1968. - 1971.
- Рустам Супардјо, амбасадор, 1971. - 1972.
- Ахмад Кемал Идрис, амбасадор, 1972. - 1976.
- Мохамад Исхак Дјуарса, амбасадор, 1976.
- Кун Дјелани, амбасадор, 1977. - 1980.
- Рахмад Аденан, амбасадор, 1980. - 1984.
- Р. М. Јоно Хатмодјо, амбасадор, 1984. - 1988.
- Атвар Нурхади, амбасадор, 1988. - 1992.
- Сандјото Памунгкас, амбасадор, 1992.
- Сламет Будијади, отправник послова, 1992. - 1995.
- Вибово Аријади, отправник послова, 1995. - 1999.
- Алојсијус Бунтарман, отправник послова, 1999. - 2002.
- Ладјурис, амбасадор, 2002. - 2005.
- Сутади Хадивијото, отправник послова, 2005. - 2007.
- Мухамад Абдух Далимунте, амбасадор, 2007. - 2010.
- Семуел Самсон, амбасадор, 2011. - 2014.
- Хари Кандуа, амбасадор, 2015. - 2019.
- Мохамад Чандра Видија, амбасадор, 2019. -

#### У Џакарти
Амбасада Републике Србије у Џакарти (Индонезија) радно покрива Филипине, Вијетнам, Тајланд, Малезију, Камбоџу, Сингапур и Брунеј.
- Радослав Брзић, привремени отправник послова, 1955. - 1957.
- Стане Павлич, амбасадор, 1957. - 1961.
- Алеш Беблер, амбасадор, 1961. - 1963.
- Фрањо Кнебл, амбасадор, 1963. - 1965.
- Будимир Лончар, амбасадор, 1965. - 1969.
- Виктор Репич, амбасадор, 1969. - 1973.
- Паун Шербановић, амбасадор, 1973. - 1977.
- Златан Сажунић, амбасадор, 1977. - 1981.
- Миодраг Трајковић, амбасадор, 1981. - 1986.
- Ђорђе Јаковљевић, амбасадор, 1986. - 1989.
- Вјекослав Копривњак, амбасадор, 1989. - 1992.
- Милош Бељић, амбасадор, 1992. - 1993.
- Ненад Зиројевић, отправник послова, 1993. - 1997.
- Душан Стојковић, отправник послова, 1997. - 2000.
- Илија Јанковић, отправник послова, 2000. - 2001.
- Вељко Чагоровић, амбасадор, 2001. - 2003.
- /  Зоран Казазовић, амбасадор, 2004. - 2011.
- Јован Јовановић, амбасадор, 2012. - 2014.
- Слободан Маринковић, амбасадор, 2016. -